# سیزان
در شهر همدان به زیرزمین سیزان می‌گویند. در بعضی از خانه‌ها که مسیر قنات یا شعبات آن از زیر ساختمان رد می‌شود سیزان توسط چند پله به چشمه که محل برداشت آب از قنات است و از کف سیزان پایین‌تر واقع شده مرتبط می‌باشد.

## عملکرد سیزان
فعالیت‌های روزانه در داخل اتاقها صورت می‌گیرد. به همین دلیل ابعاد حیاطها در این نواحی قدری کوچکتر از مناطق فلات مرکزی ایران است و عمق ایوانها نیز از از مناطق جنوبی کمتر می‌باشد.

## ارتفاع سیزان
در اکثر شهرهای مناطق سرد سیر همانند مناطق گرم وخشک کف حیاط یک الی دو متر پایین‌تر از پیاده‌رو است تا اب جاری در جوی‌ها و نهرها را بتوان سوار باغچه در حیاط و با آب انبار واقع در زیرزمین نمود.

## نام‌های دیگر سیزان
شوادن که شبادان، شبابیک، خشیان و بادکش نیز نامیده می‌شود به‌طور مشخص در شهرهای دزفول و شوشتر دیده می‌شود.

## مصالح سیزان
در مواردی بخشهایی از دیواره آن با گچ -سقف آن گنبدی شکل و فاقد سازه. در بالاترین قسمت سقف سوراخی وجود دارد که معمولاً به کف حیاط می‌رسد.